# Minamoto no Shunrai
Minamoto no Shunrai, eller Minamoto Toshiyori, (源 俊頼), född 1055, död 29 januari 1129 var en kreativ japansk poet, som sammanställde “Gosen Wakashū” (後撰和歌集, Den senare samlingen av japanska dikter).
Han föddes i Kyûshû, där han bodde sina fyrtio första levnadsår. Shunrai var son till Minamoto no Tsunenobu (1016–1097) som var guvernör i Kyûshû.
Shunrai sågs som något av en excentriker, men blev erkänd när han på uppdrag av kejsare Shirakawa sammanställde antologin Kinyôwakashû (eller Kinyôshû) – ungefär De Gyllene Löven i japansk poesi.
Ett exempel på Shunrais poesi:
kumorinaku
toyo sakanoboru
asaFi ni Fa
kimi zo tukaFen
yorodu yo made ni	 
Wakan finns i engelsk översättning, men har ännu inte översatts till svenska:
| ” | Without a trace of cloud The bright, sky-climbing Morning sun Does so to serve my Lady, For a myriad years. | „ |